# Ruth Nordström (operasångerska)
Ruth Theresia Axelina Nordström, född 9 juli 1896 i Stockholm, död 12 februari 1972 i Farsta församling, var en svensk operasångerska (sopran).
Ruth Nordström var dotter till målaren Emil Nordström. Hon studerade sång för bland annat Torsten Lennartsson och Adelaide von Skilondz samt blev 1920 antagen till Kungliga Teaterns operaskola. Efter debuter som Elsa i Lohengrin, Margaretha i Faust och Philine i Mignon var Nordström anställd vid Kungliga Teatern 1925–1934. Bland hennes partier märks Nattens drottning i Trollflöjten, Eva i Mästersångarne, Julia i Romeo och Julia, Olympia och Giulietta i Hoffmanns äventyr, Venus och Eurydike i Orfeus i underjorden samt Jordegumman i Kronbruden. 1936 gästspelade hon på Stora teatern i Göteborg, där hon bland annat sjöng Hanna Glawari i Glada änkan och Philine i Mignon.
Hon var från 1934 gift med direktören Georg Gustav Leonard Larsson.